# Томас Акіно Маньо Маеда
Томас Акіно Маньо Маеда (яп. 前田万葉; нар. 3 березня 1949, Цувасакі, Сінкаміґото, Нагасакі, Японія) — японськийй кардинал, Архієпископ Осаки-Такамацу з 2014 року.

## Життєпис
Томас Акіно Маньо Маеда народився в Цувасакі, Сінкаміґото, префектура Нагасакі, 3 березня 1949 року. Він навчався в ліцеї Нандзан міста Нагасакі та вступив до Вищої семінарії Святого Сульпіса у Фукуоці.

## Священство
Він був висвячений на священника 19 березня 1975 року. Він був Генеральним секретарем Конференції католицьких єпископів Японії з 2006 по 2011 рік.

## Єпископ Хіросіми
13 червня 2011 року Папа Бенедикт XVI призначив його єпископом Хіросіми, а 23 вересня 2011 року він був висвячений на єпископа. Він брав участь у русі за мир у Хіросімі та виступав за беатифікацію тих, кого називали «прихованими християнами». 3400 християн з Нагасакі, понад 600 з яких загинули, були заслані японським урядом у розкидані місця по всій Японії до середини ХІХ століття.

## Архієпископ Осаки
20 серпня 2014 року Папа Франциск призначив його архієпископом Осаки.
З 2016 року він є віце-президентом Японської єпископської конференції.
15 серпня 2023 року кардинала Маеду було призначено архієпископом новоствореної архієпархії Осака-Такамацу.

## Кардинал
28 червня 2018 року Папа Франциск призначив його кардиналом-священником церкви Санта-Пуденціана.  Він брав участь як кардинал-вибірник у папському конклаві 2025 року, на якому було обрано Папу Лева XIV.